# Yu-Gi-Oh! Power of Chaos: Kaiba the Revenge
 (février 2017).
Si vous disposez d'ouvrages ou d'articles de référence ou si vous connaissez des sites web de qualité traitant du thème abordé ici, merci de compléter l'article en donnant les références utiles à sa vérifiabilité et en les liant à la section « Notes et références ».
Yu-Gi-Oh! Power of Chaos: Kaiba the Revenge est le second jeu sur ordinateur issu de l'univers du manga Yu-Gi-Oh! de Kazuki Takahashi. Il est également le deuxième volet de la trilogie Power of Chaos, commencée avec Yu-Gi-Oh! Power of Chaos: Yugi the Destiny et poursuivie par la suite avec Yu-Gi-Oh! Power of Chaos: Joey the Passion.

## Système de jeu

### Généralités
Dans ce jeu, le joueur affronte Kaiba en personne sur un thème technologique (en référence à la KaibaCorp). Kaiba n'hésite pas à déstabiliser le joueur grâce aux quelques animations présentes dans le jeu et des phrases que ce personnage hautain a l'habitude de prononcer. Il annoncera avec force certaines de ses actions ("J'invoque mon plus fidèle serviteur, la jinn le génie mystique de la lampe ou encore cette carte incarne ma fierté et mon âme de duelliste, j'invoque mon dragon blanc aux yeux bleus tous puissant!!"). Le joueur pourra retrouver 315 cartes du jeu officiel et aller jusqu'à mettre dans son deck le légendaire "Exodia, l'Interdit".

Ce jeu contient également un patch pour Yu-Gi-Oh! Power of Chaos: Yugi the Destiny qui permet de passer ce dernier de la version anglaise pour la voix de Yugi à la version française. C'est un jeu qui peut être joué en stand-alone ou bien permettre d'étendre le jeu Yu-Gi-Oh! Power of Chaos: Yugi the Destiny. En fait, par "extension", il faut entendre : si Yu-Gi-Oh! Power of Chaos: Yugi the Destiny est déjà installé, il est possible d'utiliser les cartes de ce jeu avec Yu-Gi-Oh! Power of Chaos: Kaiba the Revenge, portant ainsi les cartes disponibles à 466, et d'utiliser les Decks qui avaient été conçus dans le premier jeu.

De plus, l'intelligence artificielle a été améliorée par rapport au jeu précédent.

### Règles
Les règles sont les mêmes que pour le jeu de cartes Yu-Gi-Oh!.

### Modes
Deux modes de jeu, un mode de relecture et un mode d'apprentissage sont au programme.
- Le mode Duel Unique permet de faire un duel dont l'issue sera une carte en cas de victoire.
- Le mode Duel Match est constitué de 3 duels. Il s'arrête lorsque l'un des joueurs a gagné deux d'entre eux, ou en cas d'égalité. 3 cartes seront remises au joueur s'il gagne
- Le mode Replay permet de revoir en tant que spectateur les duels enregistrés. La proposition d'enregistrement se fait à la fin de chaque duel, en cas de victoire ou de défaite.
- Le mode Consignes permettra aux débutants d'en apprendre davantage sur le monde du duel.

## Accueil
- Jeuxvideo.com : 12/20[1]